# روی چیائو
روی چیائو (انگلیسی: Roy Chiao؛ ۱۹۲۷ – ۱۹۹۹) ملقب به «شیر سینما» بازیگر و مبلغ مذهبی اهل هنگ کنگ بود.
از فیلم‌ها یا برنامه‌های تلویزیونی که وی در آن نقش داشته است، می‌توان به ایندیانا جونز و معبد مرگ، جوانک تبتی، اندکی ذن، رینگ خونین، بازی مرگ و بازی مرگ ۲ اشاره کرد.